# VCard
VCard és un format estàndard per a l'intercanvi d'informació personal, específicament targetes personals electròniques (electronic business cards). Les vCards són usualment adjuntades a missatges de correu electrònic, però poden ser intercanviades en moltes altres formes, com en la World Wide Web o mitjançant  codis QR. Poden contenir nom, adreça, números de telèfon, URL, logotips, fotografies, i fins i tot clips d'àudio.
Els  arxius que contenen informació de tipus vCard porten  extensió.vcf o .vcard.
Els  tipus MIME associats són:
- Text / x-vcard
- Text / directory; profile = vCard
- Text / directory

## Història
Les Versitcard van ser proposades originalment el 1995 pel Versit Consortium, el qual estava integrat per Apple, AT&T Technologies (posteriorment Lucent), IBM i  Siemens. Al desembre de 1996, la propietat del format va ser lliurada a l'Internet Mail Consortium, una associació comercial per a empreses interessades en l'e-mail a internet.
La versió 2.1 de l'estàndard de vCard és àmpliament suportada per clients de correu electrònic. La versió 3.0 del format és una proposta d'estandardització del  IETF continguda en els documents RFC 2425 i RFC 2426. La versió 4.0 és definida en el RFC 6350, amb una nova sintaxi basada en XML, '  xCard  ', definida en RFC 6351. l'extensió del nom de fitxer normalmentm és usada per a aquest format és' 'vcf' '.
En el RFC 4770, es defineix un nou tipus d'entrada per mantenir una URI de  IMPP, anomenat  vCard Extensions for Instant Messaging . Ara és part de l'especificació base de vCard 4.0.

## Exemples d'arxius vCard
Els següents exemples contenen un fitxer vCard amb la informació d'una persona:

### vCard 2.1
```
BEGIN:VCARD
VERSION:2.1
N:Gump;Forrest;;Mr.
FN:Forrest Gump
ORG:Bubba Gump Shrimp Co.
TITLE:Shrimp Man
PHOTO;GIF:http://www.example.com/dir_photos/my_photo.gif
TEL;WORK;VOICE:(111) 555-1212
TEL;HOME;VOICE:(404) 555-1212
ADR;WORK;PREF:;;100 Waters Edge;Baytown;LA;30314;United States of America
LABEL;WORK;PREF;ENCODING=QUOTED-PRINTABLE;CHARSET=UTF-8:100 Waters Edge=0D=
 =0ABaytown\, LA 30314=0D=0AUnited States of America
ADR;HOME:;;42 Plantation St.;Baytown;LA;30314;United States of America
LABEL;HOME;ENCODING=QUOTED-PRINTABLE;CHARSET=UTF-8:42 Plantation St.=0D=0A=
 Baytown, LA 30314=0D=0AUnited States of America
EMAIL:forrestgump@example.com
REV:20080424T195243Z
END:VCARD

```

### vCard 3.0
La versió 3.0 és el format més usat des 2016 per intercanvi Intercanvi electrònic de dades.
```
BEGIN:VCARD
VERSION:3.0
N:Gump;Forrest;;Mr.;
FN:Forrest Gump
ORG:Bubba Gump Shrimp Co.
TITLE:Shrimp Man
PHOTO;VALUE=URI;TYPE=GIF:{{format ref}} http://www.example.com/dir_photos/my_photo.gif
TEL;TYPE=WORK,VOICE:(111) 555-1212
TEL;TYPE=HOME,VOICE:(404) 555-1212
ADR;TYPE=WORK,PREF:;;100 Waters Edge;Baytown;LA;30314;United States of America
LABEL;TYPE=WORK,PREF:100 Waters Edge\nBaytown\, LA 30314\nUnited States of America
ADR;TYPE=HOME:;;42 Plantation St.;Baytown;LA;30314;United States of America
LABEL;TYPE=HOME:42 Plantation St.\nBaytown\, LA 30314\nUnited States of America
EMAIL:forrestgump@example.com
REV:2008-04-24T19:52:43Z
END:VCARD

```

### vCard 4.0
L'últim estàndard aprovat, basat en la RFC 6350.
```
BEGIN:VCARD
VERSION:4.0
N:Gump;Forrest;;Mr.;
FN:Forrest Gump
ORG:Bubba Gump Shrimp Co.
TITLE:Shrimp Man
PHOTO;MEDIATYPE=image/gif:{{format ref}} http://www.example.com/dir_photos/my_photo.gif
TEL;TYPE=work,voice;VALUE=uri:tel:+1-111-555-1212
TEL;TYPE=home,voice;VALUE=uri:tel:+1-404-555-1212
ADR;TYPE=WORK;PREF=1;LABEL="100 Waters Edge\nBaytown\, LA 30314\nUnited States of America":;;100 Waters Edge;Baytown;LA;30314;United States of America
ADR;TYPE=HOME;LABEL="42 Plantation St.\nBaytown\, LA 30314\nUnited States of America":;;42 Plantation St.;Baytown;LA;30314;United States of America
EMAIL:forrestgump@example.com
REV:20080424T195243Z
x-qq:21588891
END:VCARD

```